# Дубки (Костромська область)
Дубки (рос. Дубки) — селище в Кадийському районі Костромської області Російської Федерації.
Населення становить 307 осіб. Входить до складу муніципального утворення Паньковське сільське поселення.

## Історія
У 1936-1944 року населений пункт перебував у складі Івановської області. Від 1944 належить до Костромської області.
Від 2007 року входить до складу муніципального утворення Паньковське сільське поселення.

## Населення
| 2008 | 2010 | 2014 |
| ---- | ---- | ---- |
| 270  | ↗296 | ↗307 |